# Greene County (New York)
Greene County je okres (county) amerického státu New York založený v roce 1800 oddělením částí od okresů Albany a Ulster. Správním střediskem je sídlo Catskill s 12 010 obyvateli (v roce 2006).
Počet obyvatel: 49 822 (v roce 2006), 48 195 (v roce 2000)
Ženy: 48,4 % (v roce 2005)

## Sousední okresy
- sever – Albany
- severovýchod – Rensselaer
- východ – Columbia
- jihozápad – Ulster
- západ – Delaware
- severozápad – Schoharie